# エチレンエピスルホキシド
エチレンエピスルホキシド（英語: ethylene episulfoxide）は、化学式が C2H4SO で表される有機硫黄化合物である。無色の液体で、単純なスルホキシドの1つ。環の歪みが大きいことから反応性が高く、一酸化硫黄とエチレンに熱分解する。

## 合成
エチレンスルフィドを過ヨウ素酸塩で酸化することにより合成する。